# Ducati 916

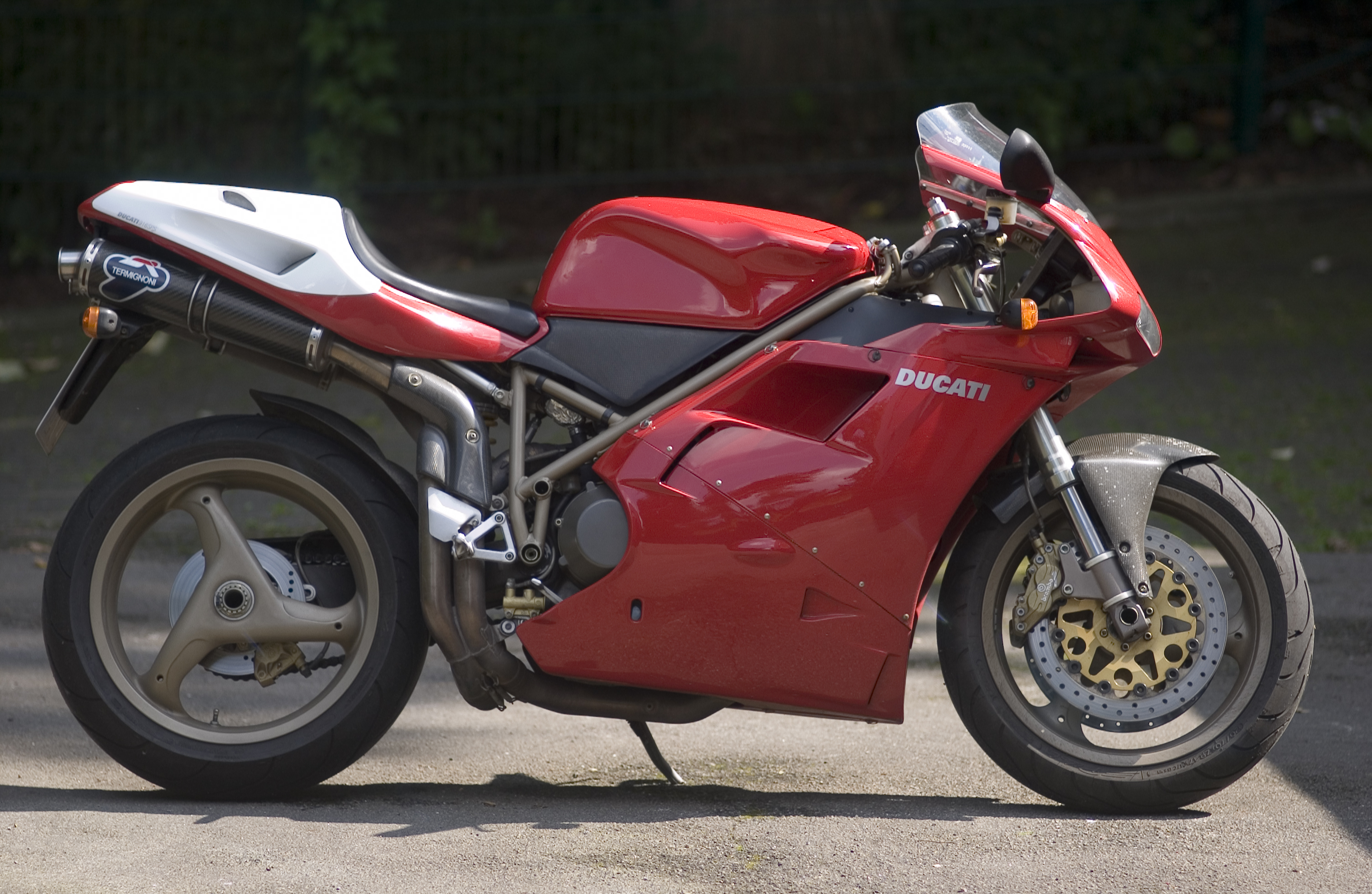
Ducati 916 SPS (1998)

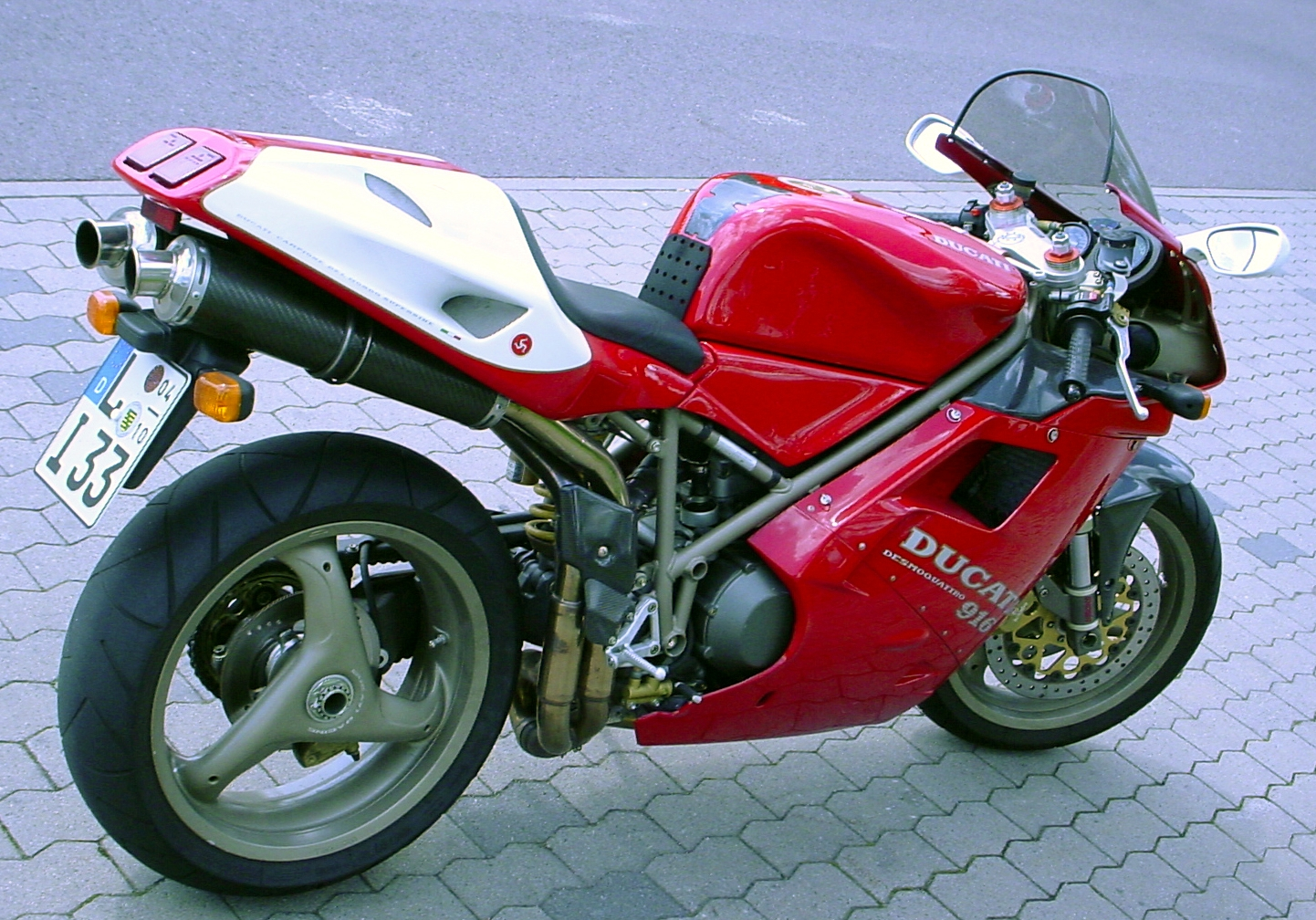
Ducati 916

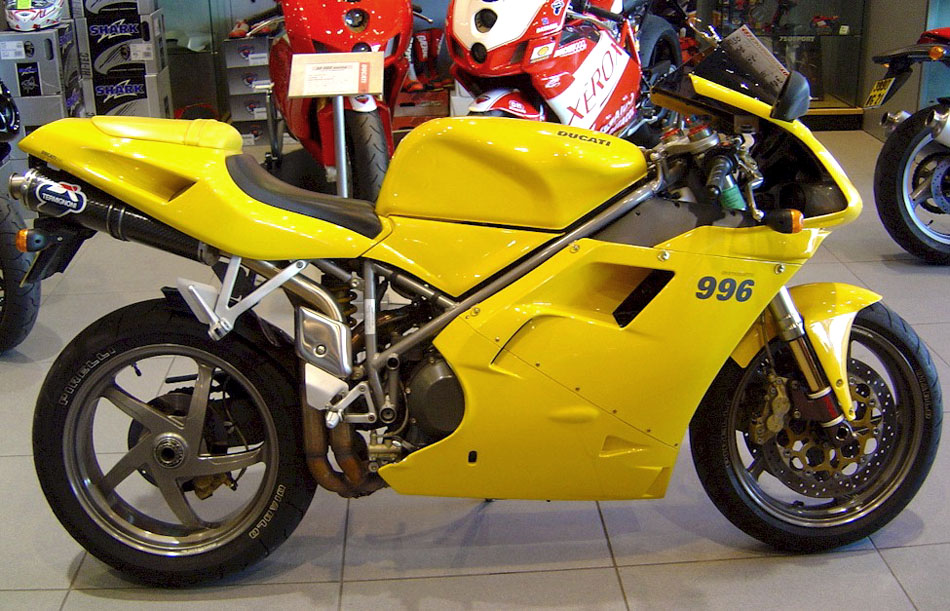
Ducati 996 (2000)

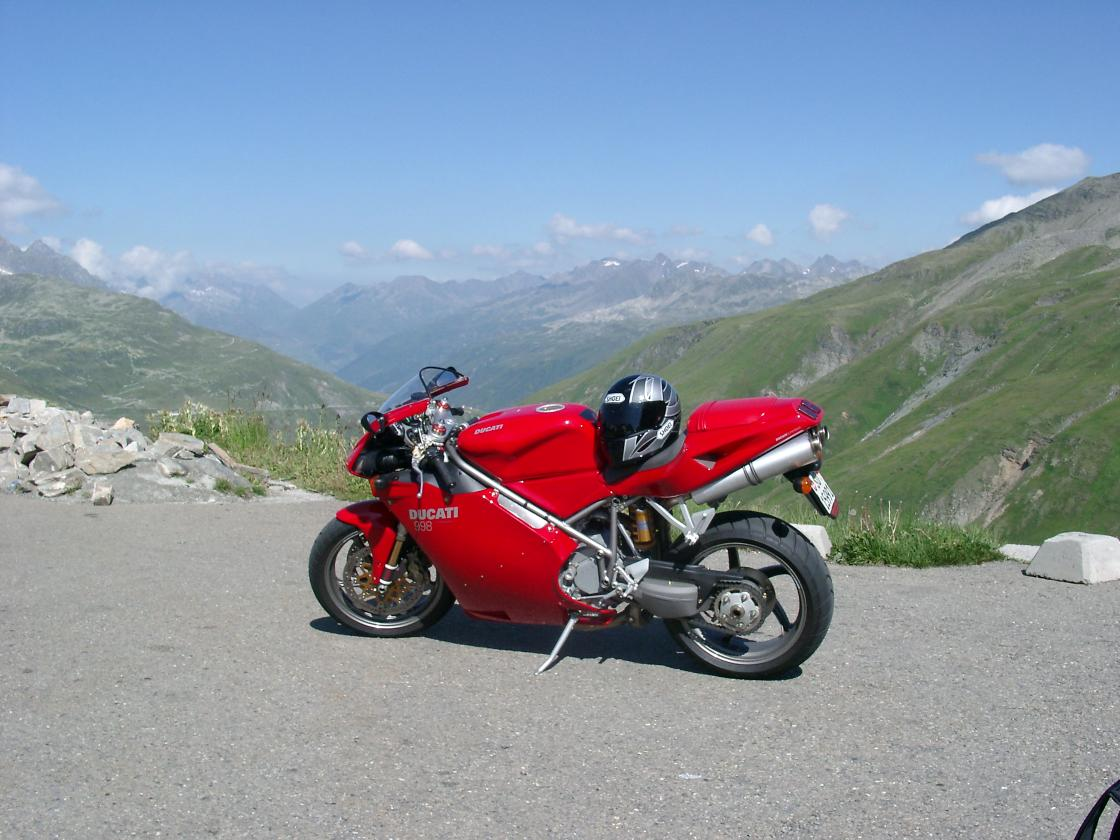
Ducati 998

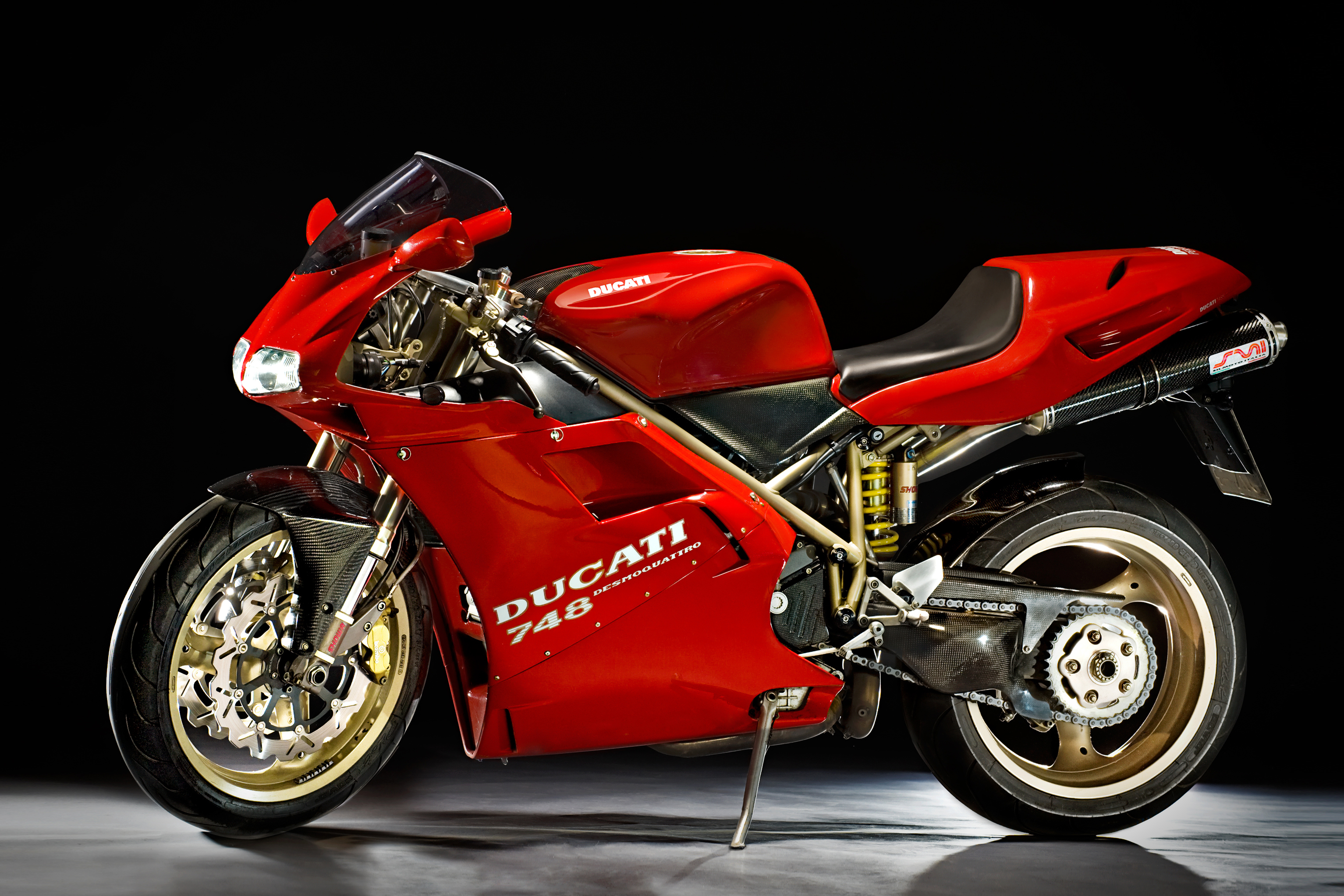
Ducati 748

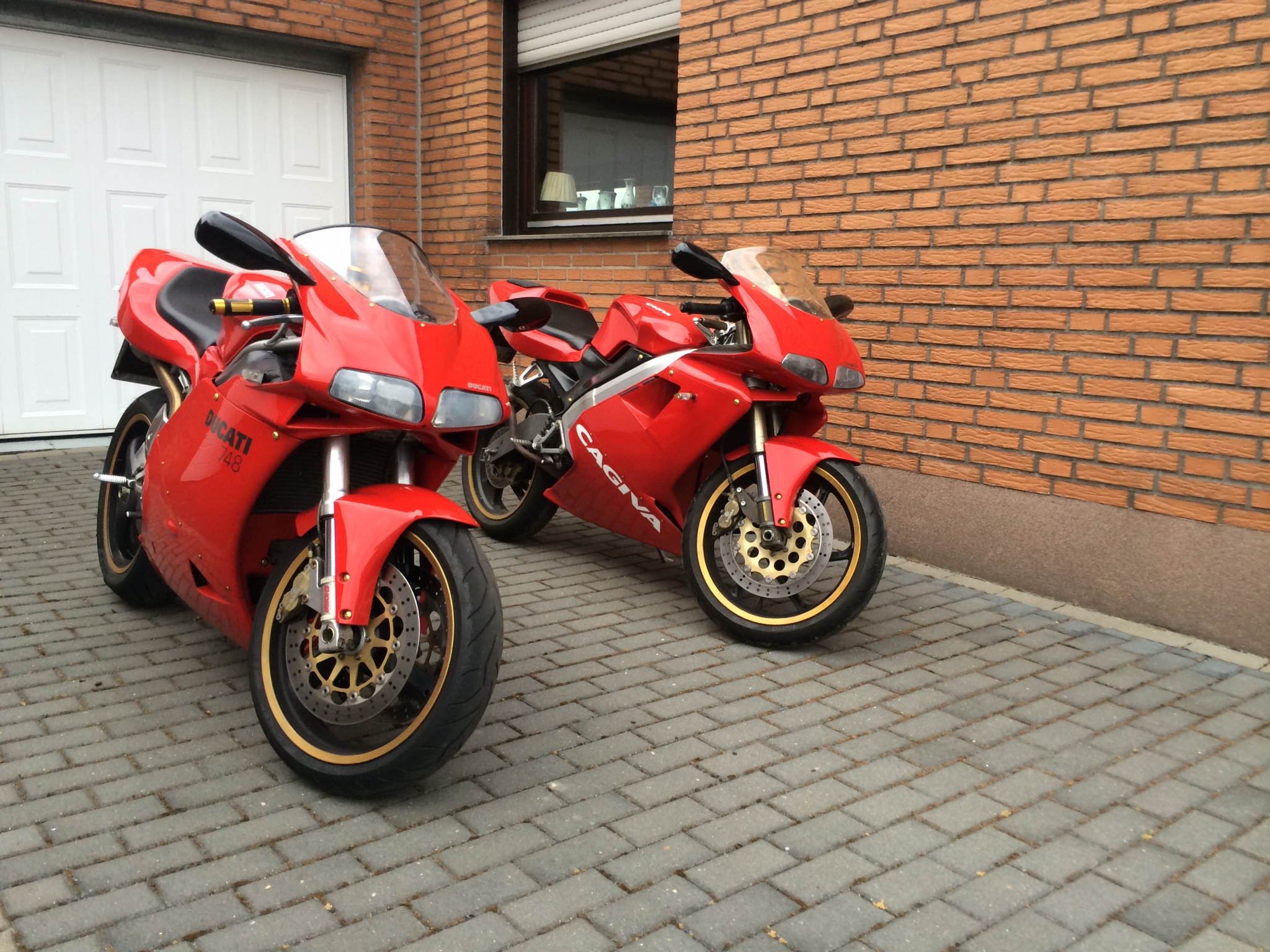
Direkter Vergleich einer Cagiva Mito Evo mit einer Ducati 748

Die Ducati 916 ist ein Motorrad der Kategorie Supersportler/Superbikes des italienischen Herstellers Ducati. Sie war das erste Modell der Reihe 748 / 916 / 996 / 998.
Die 916 wurde 1994 eingeführt, 1999 zur 996 und schließlich 2002 zur 998 weiterentwickelt. Die Entwicklung betraf im Wesentlichen den Motor. Das Design änderte sich nur in Details. Anders als die Modellbezeichnungen vermuten lassen, war der größte Entwicklungsschritt der Wechsel vom Desmoquattro- zum sogenannten Testastretta-Motor mit Einführung der 998. Die im Rennsport entwickelte Neukonstruktion war nicht nur leistungsstärker, sondern auch belastbarer. Als die Modellreihe 2004 mit der 998 auslief, war bereits der Nachfolger 999 erhältlich.

## Modellgeschichte
Mit der 916 löste Ducati 1994 die 888 ab. Durch die stetige Weiterentwicklung der 916-Baureihe gelang es Ducati, seine jahrelange Dominanz in der Superbike-Weltmeisterschaft fortzuführen.
Die Maschine sorgte seinerzeit durch das spektakuläre Design von Massimo Tamburini und Sergio Robbiano und durch innovative technische Lösungen für Aufsehen. Sie war eines der ersten Serienmotorräder mit den Auspuffschalldämpfern unter der Sitzbank („underseat“). Dieses später von vielen Herstellern übernommene Designmerkmal hatte bei der 916 nicht nur aerodynamische Gründe. In Verbindung mit der platzsparenden Einarmschwinge ermöglichte es eine leistungsfördernde Gestaltung der Auspuffkrümmer.
Der ehemalige Bimota-Miteigentümer Tamburini arbeitete sechs Jahre an dem Projekt 916 bei Cagiva, bevor die ersten 916 Modelle bei Cagiva in Varese in Produktion gingen. Erst ab Frühjahr 1995 wurde die 916 komplett bei Ducati in Borgo Panigale gefertigt. Der Rahmen der 916 wurde komplett neu entwickelt, beim Motor griff Ducati auf eine Weiterentwicklung des 888-Triebwerks zurück. Neu war die Kurbelwelle mit zwei Millimeter mehr Hub. Die Einlassventile mit 33 Millimeter und die Auslassventile mit 29 Millimetern blieben gleich groß. Die Zylinderköpfe waren Neuentwicklungen mit einer geringeren Bauhöhe um dem Vorderrad mehr Platz zu geben, vor allem bei verkürztem Nachlauf. Der Nachlauf konnte zwischen 97 und 91 Millimeter verstellt werden. Dies wurde durch ein um vertikal 180 Grad verdrehbares Lenkschaftrohr realisiert. Den Lenkkopf- bzw. Gabelwinkel verstellt man damit um ein Grad von 24° 30' auf 23° 30', ohne dabei den Radstand zu verändern. Die Teleskopgabel war in Federbasis und Dämpfung voll einstellbar, die Lenkbewegungen durch einen quer  zwischen Lenkkopf und Tank liegenden Lenkungsdämpfer gedämpft, worauf Ducati auch ein Patent angemeldet hatte. Als Motorsteuergerät verwendete Ducati, nicht zuletzt um die Maschine auch in verschiedenen Rennklassen zu homologieren, die bewährte Weber-Marelli IAW P8 ECU. Die 916 erschien als Strada, 916 SPO, sowie als 916 SP jeweils nur mit einer Einzelsitzbank („Monoposto“). Die Sitzbank wurde von einem geschweißten Aluminiumrohr-Rahmen getragen.
Im Folgejahr erschien die für zwei Personen (Biposto) zugelassene 916. Der Heckrahmen war nun aus Stahl, um der höheren Zuladung durch zwei Personen Rechnung zu tragen. Da nun weniger Platz unter der Sitzbank vorhanden war, wich man bei der Biposto auf die Weber-Marelli 1.6 Einspritzanlage aus. 1995 entfiel die 916 SPO, außerdem wurde die 916 Baureihe durch die 748 Biposto und 748 SP ergänzt, die bis auf den kleineren Motor nahezu baugleich waren. Nach dem Tod des Rennfahrers Ayrton Senna produzierte Ducati eine Limited Edition, deren Erlöse in die Ayrton Senna Foundation fließen sollten. Die 916 Senna war technisch betrachtet nur eine 916 SP mit dem Strada Motor und unterschied sich zur 916 Strada im Wesentlichen nur durch ihre schwarz-graue Farbe, die roten Räder und einige Teile aus kohlenstofffaserverstärktem Kunststoff („Karbon“). Das Chassis entsprach dem der 916 SP mit Aluminium-Heckrahmen, Monoposto-Sitzbank, Öhlins-Federbein und Guss-Bremsscheiben vorne.
Zum Modelljahr 1996 erhielt die 916 verstellbare Brems- und Kupplungshebel. Die Senna wurde nicht mehr angeboten.
Ab Modelljahr 1997 wurde eine verstärkte Airbox verbaut. Die 916 SPS erschien mit 996 cm³ Hubraum parallel zur 916 SP. Gegenüber der SP war sie mit mehr Carbon ausgestattet (beispielsweise Hinterradabdeckung und Fersenschützer). Die 916 SPS war in der Stückzahl limitiert und hatte wie die Vorgänger eine Plakette mit Produktionsnummer auf der Gabelbrücke. Die SPS erhielt als WSBK-Homlogationsmodell schon den größeren Motor mit dem verstärkten Kurbelgehäuse, der in den anderen Modellen erst zwei Jahre später angeboten wurde. Von der Senna gab es eine Neuauflage. Die 748 Modellreihe wurde durch die 748 S erweitert. Der Unterschied zur 748 Biposto bestand im Alurahmenheck und dem Einzelsitz der 748 SP.
Die 916 erhielt 1998 Stahlflex-Brems- und Kupplungsleitungen sowie einen anderen Laderegler, mit dem auch die Ladekontrollleuchte entfiel. Die 916 Biposto war in Deutschland erstmals in gelb zu kaufen, was bis dato nur für die 748 lieferbar war. Die 916 SPS und 748 SPS wurden mit Titan-Pleueln von Pankl ausgestattet. Die 916 SPS hatte 996 cm³ und somit den größten Motor der jemals in einer 916 ab Werk angeboten wurde. Bei der 916 SPS wurden Heckständer, rote Abdeckplane mit Schriftzug und Rennauspuffanlage von Termignoni nebst passendem Speicherchip für das Motorsteuergerät mitgeliefert. Die Senna wurde nun letztmals in schwarz angeboten und war mit einigen Karbonteilen ausgestattet.
1999 erschien die 996 Biposto. Neben der Erhöhung des Hubraums erhielt diese im Vergleich zur 916 Biposto zwei statt einer Einspritzdüse pro Zylinder (wie bisher schon an der 916 SPS), ein verstärktes Motorgehäuse, einen anderen Regler, neue Handpumpen, Bremsscheiben und Bremssättel vorne mit nunmehr zwei Bolzen. Die SPS erhielt eine andere Lichtmaschine mit Regler, ein leichteres Vorderrad und Bremsscheiben aus rostfreiem Stahl statt wie bisher aus Grauguss, da mittlerweile bessere Bremsbeläge mit höheren Reibwerten zur Verfügung standen. Zusätzlich zur SPS wurde eine SPS/F (F = Factory) angeboten, die durch den Dekorsatz als Replika der Werksrennmaschine von Carl Fogarty zu erkennen war.
Für das Modelljahr 2000 wurde die 996 Biposto mit Marchesini-Felgen und TiN-beschichteten Gabelgleitrohren an der Showa-Gabel ausgestattet. Die 996 SPS erhielt erstmals serienmäßig eine Upside-down-Gabel von Öhlins, ebenfalls mit TiN-beschichteten Gleitrohren. Neu war die 748 E ohne verstellbaren Lenkkopfwinkel und ohne Schnellverschlüsse für die Verkleidung, sowie einem Sachs-Federbein. Die 748 SPS wurde durch die 748 R ersetzt.
Im Modelljahr 2001 erhielt die 996 R einen neu konstruiertem Testastretta-Motor mit 100 kW (136 PS). Ferner eine komplette Verkleidung aus kohlenstofffaserverstärktem Kunststoff mit neuer Seitengestaltung, sowie eine neue Ölwanne und war nur wahlweise als Monoposto lieferbar. Der neue Motor der R erhielt neu entwickelte Einspritzdüsen in sogenannter „Shower“-Bauart. Hier wird der Kraftstoff im Bereich der Airbox von oben in den Ansaugtrichter eingespritzt und nicht, wie üblich, in den Ansaugkanal hinter den Drosselklappen. Der Rahmen der mit dem Testastretta-Motor ausgestatteten Modelle weicht von dem der Desmoquattro-Modelle ab. Die Fahrwerkskomponenten der 996 R stammten von Öhlins. Die 996 R wurde von Ducati zu einem Preis von damals 50.000 DM nur über das Internet verkauft. Die 996 und 996 S waren sowohl als Monoposto als auch als Biposto erhältlich. Die 748 gab es weiterhin als 748 E, 748 S und 748 R. Die 748 R wurde mit einer Öhlins-Upside-down-Gabel aufgewertet.
Die Modellvariante 998 löste ab 2002 die 996 ab und war gleichzeitig letztes Modell dieser Baureihe. Die wichtigste Neuerung war die Einführung des neuen kurzhubigeren Testastretta-Motors der 996 R von 2001 mit 998 cm³ in drei Varianten, der 998, 998 S und 998 R. Der 998 Motor war eine zahmere Version mit flacher Ölwanne, der 998 S Motor entsprach der 2001er 996 R und der 998 R Motor war eine nochmals in der Bohrung vergrößerte Version des 996 R Motors. S und R Motor hatten außerdem eine neue spitze Ölwanne mit tieferem Ölsumpf für eine zuverlässigere Ölversorgung. Diese drei Motoren wurden ab 2003 auch in den Nachfolgemodellen, der Ducati 999 eingesetzt, zuletzt mit 999 cm³ und 150 PS. Alle 748 und 998 Modelle erhielten die geglättete Seitenverkleidung der 996 R, wobei die Basismodelle jedoch keine Ölwanne als eigenes Verkleidungsteil besaßen. 2004 stellte das letzte Produktionsjahr der 998 dar, die Modelle erhielten den Zusatz „Final Edition“.

## Technische Daten im Vergleich
|                 | 748                           | 916                           | 916 SPS                       | 996                           | 998                           |
| --------------- | ----------------------------- | ----------------------------- | ----------------------------- | ----------------------------- | ----------------------------- |
| Baujahre        | 1995–2003                     | 1994–1998                     | 1998                          | 1999–2001                     | 2002–2004                     |
| Motor           | Viertaktmotor                 | Viertaktmotor                 | Viertaktmotor                 | Viertaktmotor                 | Viertaktmotor                 |
| Hubraum         | 748 cm³                       | 916 cm³                       | 996 cm³                       | 996 cm³                       | 998 cm³                       |
| Bohrung × Hub   | 88 × 61,5 mm                  | 94 × 66 mm                    | 98 × 66 mm                    | 98 × 66 mm                    | 100 × 63,5 mm                 |
| Verdichtung     | 11,5:1                        | 11:1                          | 11,5:1                        | 11,5:1                        | 11,4:1                        |
| Nennleistung    | 72 kW (97,9 PS) bei 11000/min | 83 kW (112,8 PS) bei 8500/min | 94 kW (127,8 PS) bei 9250/min | 83 kW (112,8 PS) bei 9000/min | 91 kW (123,7 PS) bei 9750/min |
| max. Drehmoment | 74 Nm bei 9000/min            | 78 Nm bei 6800/min            | 101 Nm bei 7000/min           | 93 Nm bei 8000/min            | 97 Nm bei 8000/min            |
| Kupplung        | hydraulische Trockenkupplung  | hydraulische Trockenkupplung  | hydraulische Trockenkupplung  | hydraulische Trockenkupplung  | hydraulische Trockenkupplung  |
| Getriebe        | 6-Gang-Getriebe               | 6-Gang-Getriebe               | 6-Gang-Getriebe               | 6-Gang-Getriebe               | 6-Gang-Getriebe               |
| Leergewicht     | 196 kg                        | 198 kg                        | 190 kg                        | 198 kg                        | 198 kg                        |

Alle Modelle von 748 bis 998 gab es in diversen Ausführungen, von der hier aufgeführten Basisversion über die S, SP und SPS-Modelle bis hin zur R-Version. Letztere hatten mehr Leistung und hochwertigere, im Rennsport erprobte Teile.

## Motorsteuergeräte

### Weber-Marelli P8
Das erste in der 916-Baureihe verwendete Steuergerät (ECU) wurde aus den vorhergehen Modellen 851 und 888 übernommen und arbeitete mit einem Motorola 68HC11 Prozessor. Der Computer bekommt die momentane Stellung der Kolben von zwei Sensoren mitgeteilt, wobei einer an der Kurbelwelle sitzt und der andere an der Nockensteuerung. Die P8-ECU kann alle vier Einspritzdüsen der SPS und Rennmodelle einzeln ansteuern, was für einen Renneinsatz vorteilhaft ist. Das Steuergerät arbeitet im „Open Loop“-Modus, also ohne Rückmeldung durch eine Lambdasonde und benutzt zur Berechnung der Einspritzmenge und des Einspritzzeitpunktes nur die Drosselklappenstellung und die Drehzahl. Die Angaben für die Einspritzmenge und den -zeitpunkt entnimmt der Rechner aus einer Matrix aus 256 Werten, die in dem austauschbaren EPROM gespeichert ist. Die 256 Werte ergeben sich aus 16 Werten für die Drehzahl multipliziert mit 16 Werten für die Drosselklappenstellung. Diese Werte können auf den Einsatzzweck des Motors abgestimmt werden, wobei für die Benutzung auf öffentlichen Straßen mehr Werte für niedrigere Drehzahlen hinterlegt sind als für den Einsatz auf Rennstrecken. Für die Drosselklappenstellung werden Werte zwischen null und 83 Grad verwandt, da die Drosselklappe im Leerlauf bereits um etwa sieben Grad geöffnet ist. Liegt der gemessene zwischen zwei hinterlegten Werten, so übernimmt der Rechner die Angabe für die nächsthöhere Drehzahl und die nächstniedrigere Drosselklappenstellung. Der ausgelesene Vektor zur Einspritzmenge und Einspritzzeitpunkt wird dann noch um die gemessenen Werte der anderen Sensoren wie Lufttemperatur, Luftdruck und Wassertemperatur korrigiert. Diese Sensoren werden ständig abgefragt und mit einer ebenfalls im EPROM gespeicherten Tabelle verglichen. Liegen die gelieferten Werte des Sensors außerhalb eines vorgegebenen Bereiches, geht der Einspritzrechner von einer Fehlfunktion des Sensors aus und ignoriert die Werte dieses Sensors. Ebenfalls wird die aktuelle Bordspannung in die Berechnung einbezogen, da eine geringere Bordspannung den Benzindruck und somit die eingespritzte Benzinmenge vermindern kann. Der Rechner kann für den vorderen und hinteren Zylinder getrennte Mappings verarbeiten, jedoch ist diese Option von Ducati nie genutzt worden.

### Weber-Marelli 1.6 M
Dieses Motorsteuergerät arbeitete nur mit einem Nockenwellensensor. Dieser Pickup wurde von einem Rad mit 50 Positionen angesteuert (48 Zähne und zwei Lücken). Daraus ergeben sich 14,4 Grad Drehwinkel der Kurbelwelle je Zahn und 7,2 Grad Drehwinkel an der Nockenwelle. Aus diesen Daten errechnet die ECU die Stellung der Kurbelwelle. Da das Steuergerät zwar nicht so leistungsfähig wie die P8-ECU, jedoch deutlich kleiner war, ist seine Einführung hauptsächlich auf die beengten Platzverhältnisse unter der Sitzbank der Biposto-Modelle zurückzuführen. Die 1.6-M-ECU unterstützt explizit nur die Ansteuerung einer Einspritzdüse je Zylinder.

### Weber-Marelli 1.6 M B1
Weiterentwicklung der 1.6 M zur Ansteuerung von zwei Einspritzdüsen je Zylinder. Im Gegensatz zur P8 ist nur eine simultane Ansteuerung der beiden Einspritzdüsen möglich.

### Verwendungsliste
| Modell      | Baujahr(e) | Steuergerät                |
| ----------- | ---------- | -------------------------- |
| 916         | 1994       | Weber-Marelli IAW 435 (P8) |
| 916 SP      | 1994–1996  | Weber-Marelli IAW 435 (P8) |
| 916 SPS     | 1997–1998  | Weber-Marelli IAW 435 (P8) |
| 916 SPS     | 1999–2000  | Weber-Marelli IAW 435 (P8) |
| 916 F       | 1995–1997  | Weber-Marelli IAW 435 (P8) |
| 996 F       | 1998       | Weber-Marelli IAW 435 (P8) |
| 996 F       | 1999       | Weber-Marelli IAW 442 (P8) |
| 996 SPS     | 1998–2000  | Weber-Marelli IAW 442 (P8) |
| 748 Biposto | 1995–2002  | Weber-Marelli IAW 1.6 M    |
| 748 SP      | 1995–1996  | Weber-Marelli IAW 1.6 M    |
| 748 SPS     | 1997–1999  | Weber-Marelli IAW 1.6 M    |
| 748 F       | 1998–1999  | Weber-Marelli IAW 1.6 M    |
| 916 Senna   | 1995–1998  | Weber-Marelli IAW 1.6 M    |
| 748 S       | 2000–2002  | Weber-Marelli IAW 1.6 M    |
| 748 R       | 2000–2002  | Weber-Marelli IAW 1.6 M    |
| 916 Biposto | 1999       | Weber-Marelli IAW 1.6 M B1 |
| 996         | 2000–2002  | Weber-Marelli IAW 1.6 M B1 |
| 996 S       | 2001       | Weber-Marelli IAW 1.6 M B1 |
| 996 R       | 2000       | Weber-Marelli IAW 5.9 M    |

### EPROM-Varianten

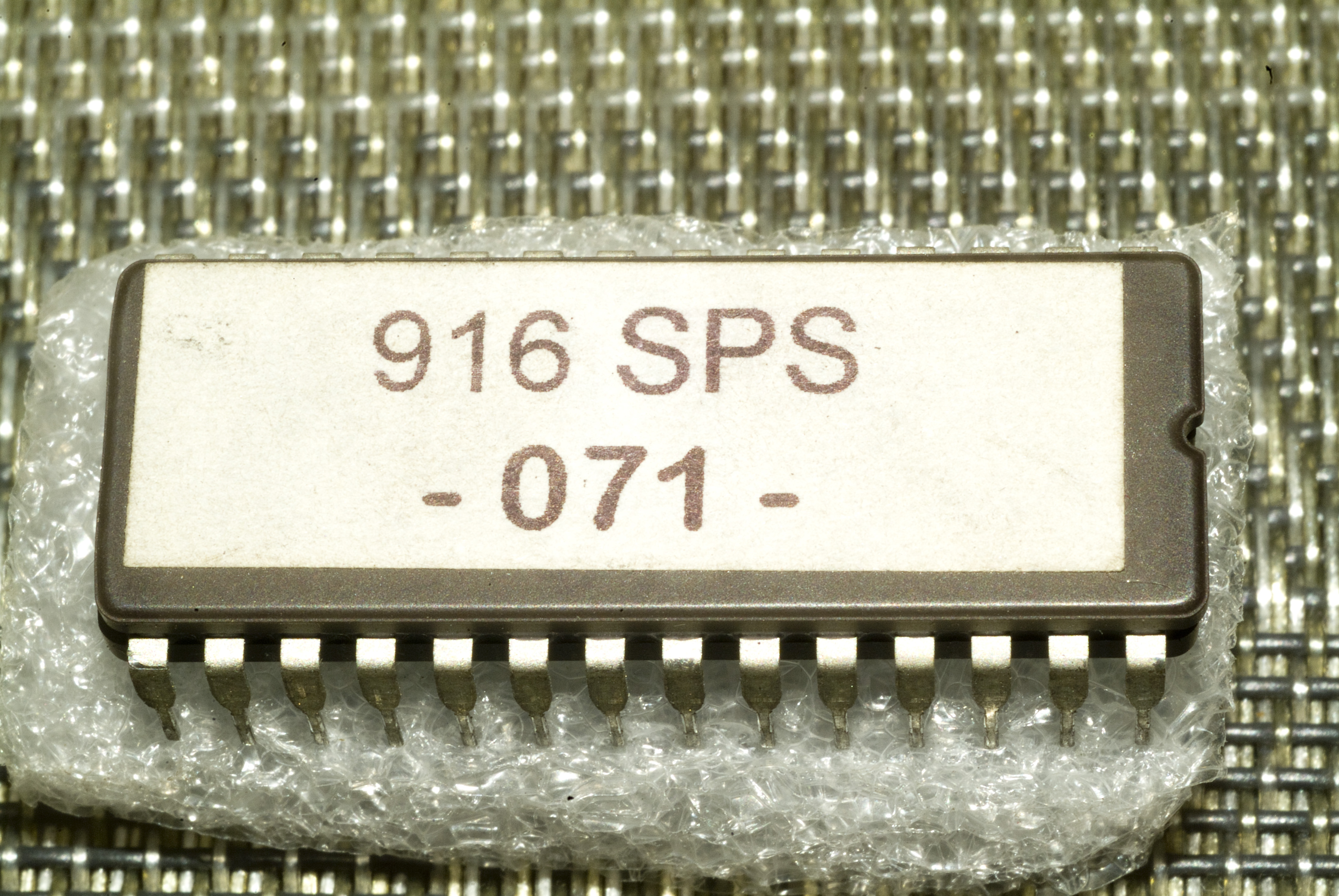
EPROM 916 SPS

| Bezeichnung | Modell                           | dazugehörige Abgasanlage           |       |
| ----------- | -------------------------------- | ---------------------------------- | ----- |
| 053         | 916 MJ 1994 USA                  | Serie                              |       |
| 054         | 916 MJ 1994                      | Serie                              |       |
| 054CH       | 916 MJ 1994 Schweiz              | Serie                              |       |
| 055         | 916 F MJ 1994                    | 45 mm Krümmer, 45 mm Schalldämpfer |       |
| 056         | 916 SP MJ 1994–1996              | 45 mm Krümmer, 45 mm Schalldämpfer |       |
| 057         | 916 SP MJ 1994–1996              | Serie                              |       |
| 058         | 916 SP Racing MJ 1994–1996       | 50 mm Krümmer, 50 mm Schalldämpfer |       |
| 059         | 748 Biposto                      | Serie                              |       |
| 059CH       | 748 Biposto (Schweiz)            | Serie                              |       |
| 059U        | 748 Biposto (USA)                | Serie                              |       |
| 060         | 748 SP                           | Serie                              |       |
| 061         | 916 Biposto MJ 1995–1998         | Serie                              |       |
| 061CH       | 916 Biposto Schweiz MJ 1995–1998 | Serie                              |       |
| 061U        | 916 Biposto USA MJ 1995–1998     | Serie                              |       |
| 062         | 916 Biposto MJ 1995–1998         | 45mm Krümmer, Schalldämpfer offen  | + 6 % |
| 063         | 916 Racing MJ 1995               | Serie                              | - 6 % |
| 064         | 916 Racing MJ 1995               | Serie                              |       |
| 065         | 916 Racing MJ 1995               | Serie                              |       |
| 066         | 748 SP Racing                    | 45 mm Krümmer, 50 mm Schalldämpfer |       |
| 068         | 916 Racing MJ 1996               | Serie                              | + 6 % |
| 069         | 916 Racing MJ 1996               | Serie                              |       |
| RAC97#7     | 916 Racing MJ 1997               | Serie                              | + 6 % |
| RAC97#8     | 916 Racing MJ 1997               | Serie                              | - 6 % |
| RAC97#9     | 916 Racing MJ 1997               | Serie                              |       |
| 070         | 955 SPA USA MJ 1996              | Serie                              |       |
| 071         | 916 SPS MJ 1997–2000             | Serie                              |       |
| 071F        | 916 SPS Frankreich MJ 1997–2000  | Serie                              |       |
| 073         | 916 SPS Racing MJ 1997–2000      | 50 mm Krümmer, 50 mm Schalldämpfer |       |
| 074         | 996 Biposto                      | Serie                              |       |
| 074F        | 996 Biposto Frankreich           | Serie                              |       |
| 074CH       | 996 Biposto Schweiz              | Serie                              |       |
| 074U        | 996 Biposto USA                  | Serie                              |       |
| 075         | 748 MJ 2000                      | Serie                              |       |
| 77/1        | 748 R                            | Serie                              |       |

## Verkaufszahlen
| Modell                       | Europa | Deutschland | Schweiz | Frankreich | England | Australien | Japan | USA | Kalifornien | Brasilien | gesamt |
| ---------------------------- | ------ | ----------- | ------- | ---------- | ------- | ---------- | ----- | --- | ----------- | --------- | ------ |
| 916 Team Ufficiali 1994      |        |             |         |            |         |            |       |     |             |           | 14     |
| 916 Monoposto 1994/1995      |        |             |         |            |         |            |       | 793 | 260         |           |        |
| 916 Monoposto 1994           | 1451   |             |         |            |         |            |       |     |             |           |        |
| 916 S Monoposto 1994         | 199    |             |         |            |         |            |       |     |             |           |        |
| 916 Biposto 199              |        |             | 120     | 141        | 193     | 65         | 60    |     |             |           |        |
| 916 SP 1994/199              |        |             |         |            |         |            |       |     |             |           | 711    |
| 916 Biposto 199              | 800    | 340         | 220     | 360        | 258     | 85         | 68    |     |             |           |        |
| 916 Senna 1995               | 150    | 30          | 10      | 30         | 15      |            | 35    |     |             | 31        |        |
| 916 F 1995                   |        |             |         |            |         |            |       |     |             |           | 6      |
| 916 Monoposto 1996           |        |             |         |            |         |            |       | 200 | 80          |           |        |
| 916 Biposto 1996             | 713    | 195         | 100     | 180        | 158     | 100        | 118   |     |             |           |        |
| 916 F 1996                   |        |             |         |            |         |            |       |     |             |           | 6      |
| 916 SPA 1996                 |        |             |         |            |         |            |       |     |             |           | 54     |
| 916 SP 1996                  |        |             |         |            |         |            |       |     |             |           | 497    |
| 916 Monoposto 1997           |        |             |         | 100        |         |            | 164   |     | 300         |           |        |
| 916 Biposto 1997             | 1093   | 690         | 200     | 271        | 580     | 141        | 25    |     | 250         |           |        |
| 916 Senna 1997               | 151    | 30          | 20      |            | 30      |            | 70    |     |             |           |        |
| 916 F 1997                   |        |             |         |            |         |            |       |     |             |           | 8      |
| 916 SPS 1997                 |        |             |         |            |         |            |       |     |             |           | 404    |
| 916 Monoposto rot 1998       |        |             |         |            |         |            | 30    |     | 300         |           |        |
| 916 Monoposto gelb 1998      |        |             |         | 8          |         |            | 15    |     | 100         |           |        |
| 916 Biposto rot 1998         | 945    | 205         | 50      | 80         | 235     | 86         | 12    |     | 100         |           |        |
| 916 Biposto gelb 1998        | 392    | 45          | 20      | 27         | 141     | 22         | 6     |     | 100         |           |        |
| 916 Senna 1998               | 91     | 50          |         |            | 84      | 34         | 41    |     |             |           |        |
| 916 F 1998                   |        |             |         |            |         |            |       |     |             | 18        |        |
| 916 SPS 1998                 | 958    | 20          |         |            |         |            |       | 100 |             |           |        |
| 916 SPS Fogarty Replica 1998 |        |             |         |            | 202     |            |       |     |             |           |        |

## Galerie

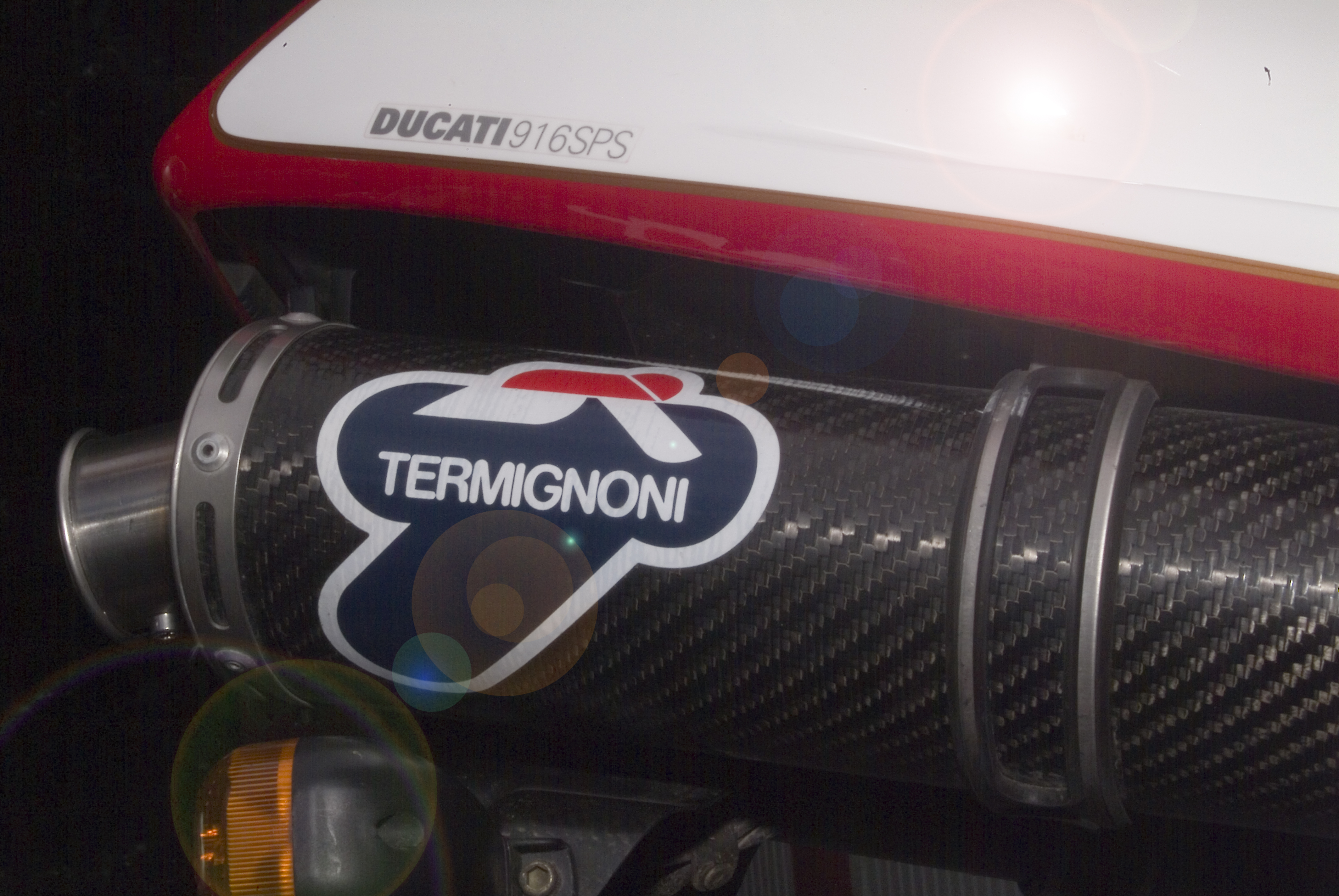
Ducati 916 SPS, 1998, Termignoni-Schalldämpfer
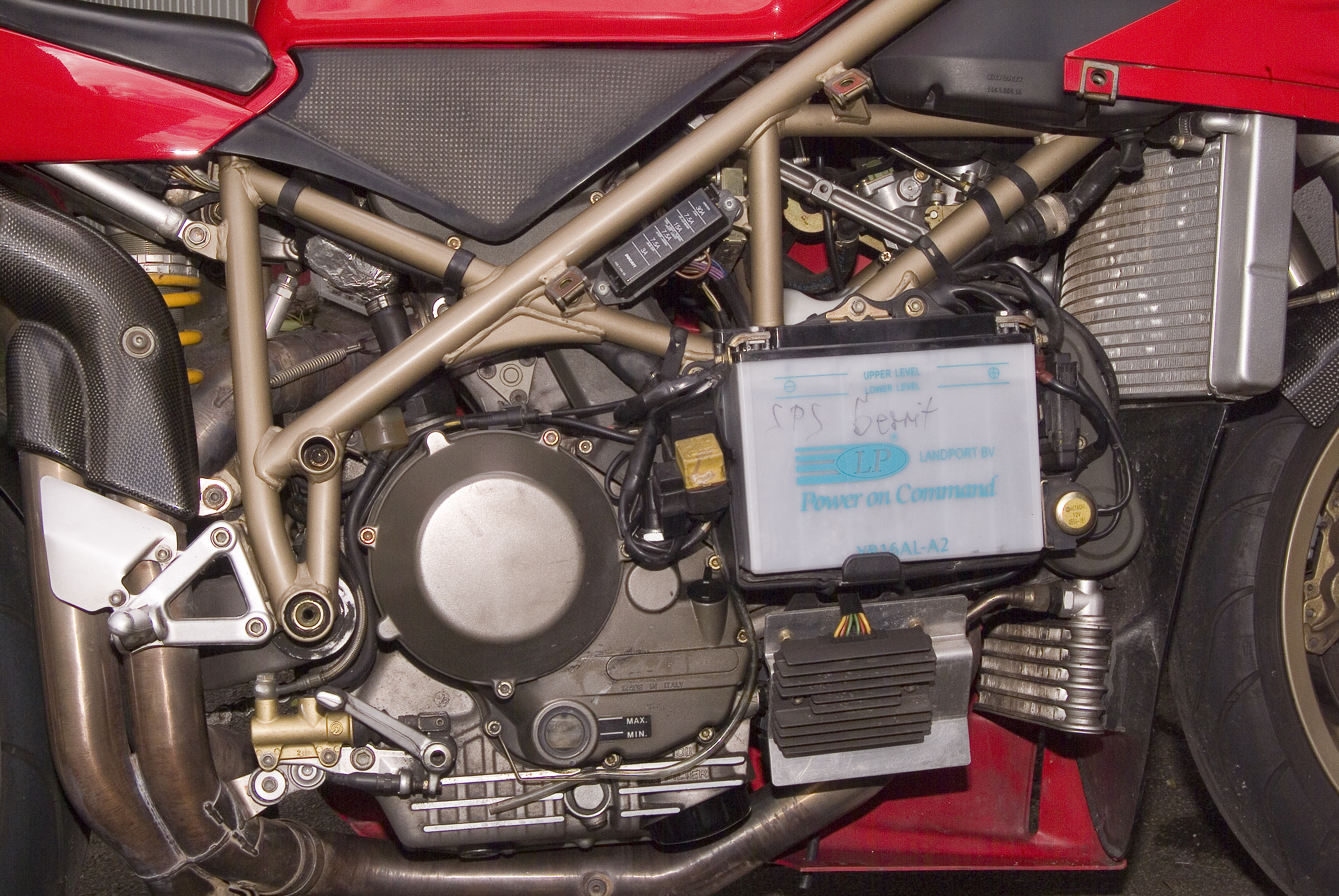
Ducati 916 SPS, 1998, Motor
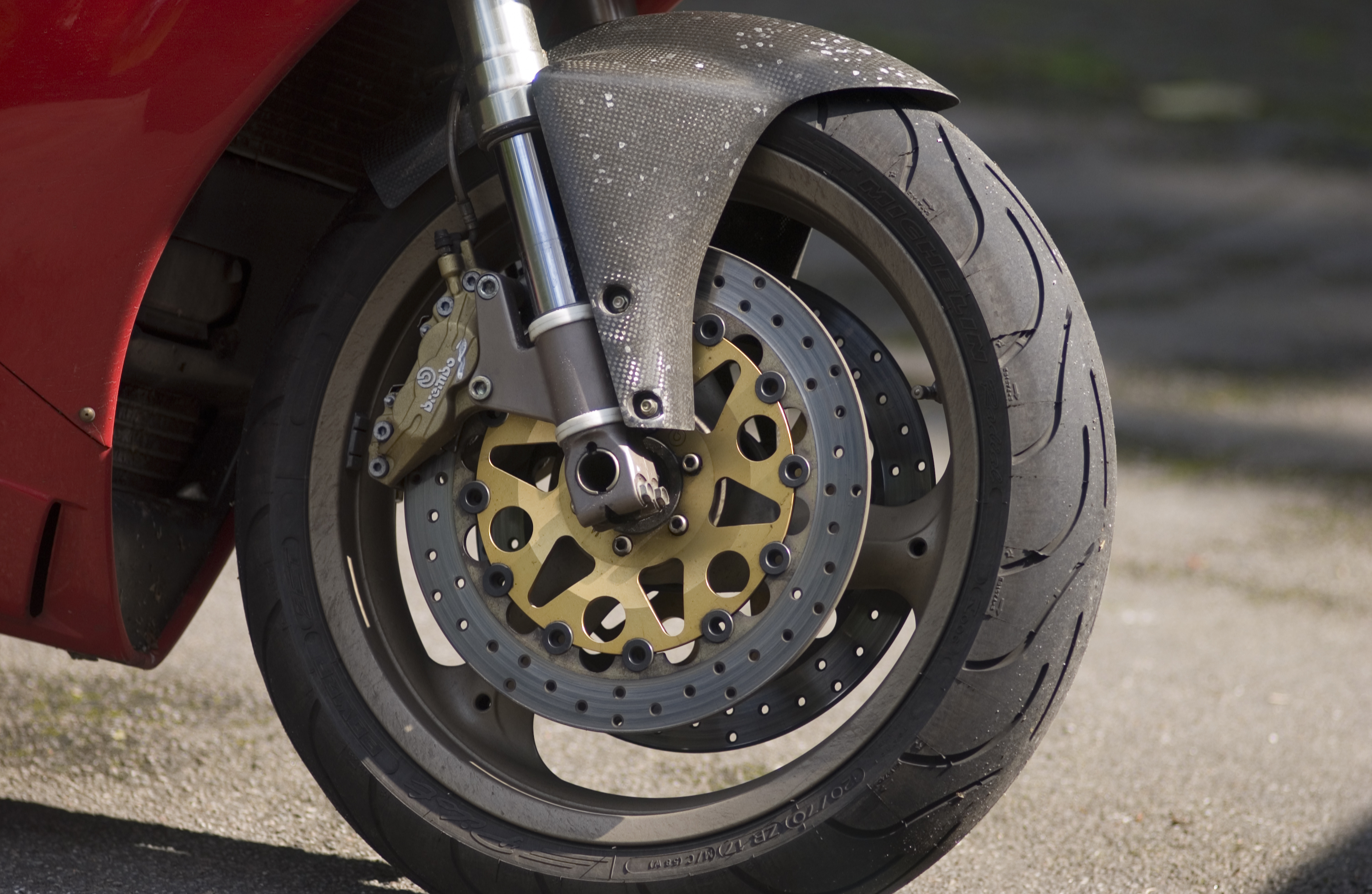
Ducati 916 SPS, 1998, Vorderrad mit Showa-Gabel, Stahlguss-Bremsscheiben
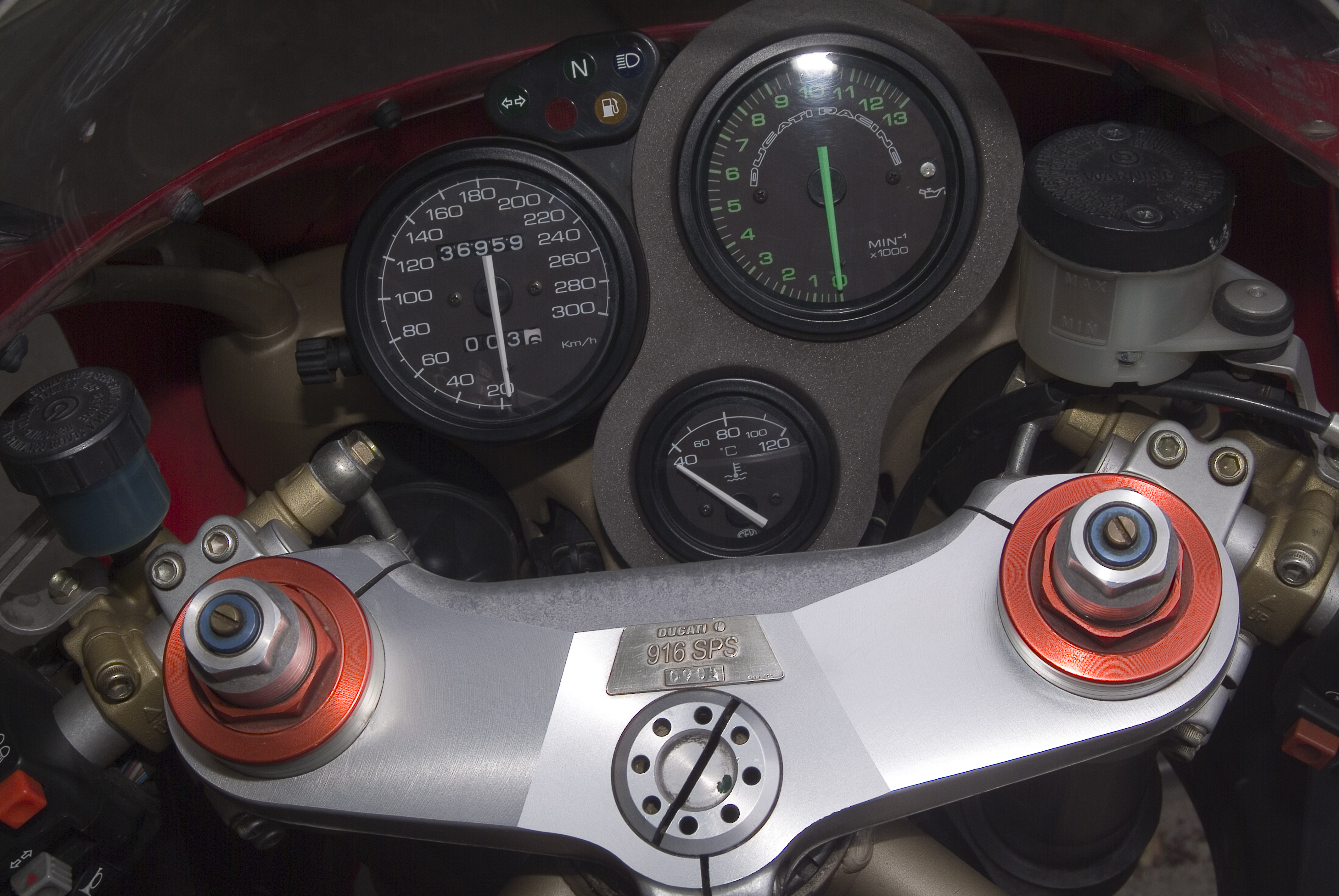
Ducati 916 SPS, 1998, Instrumente
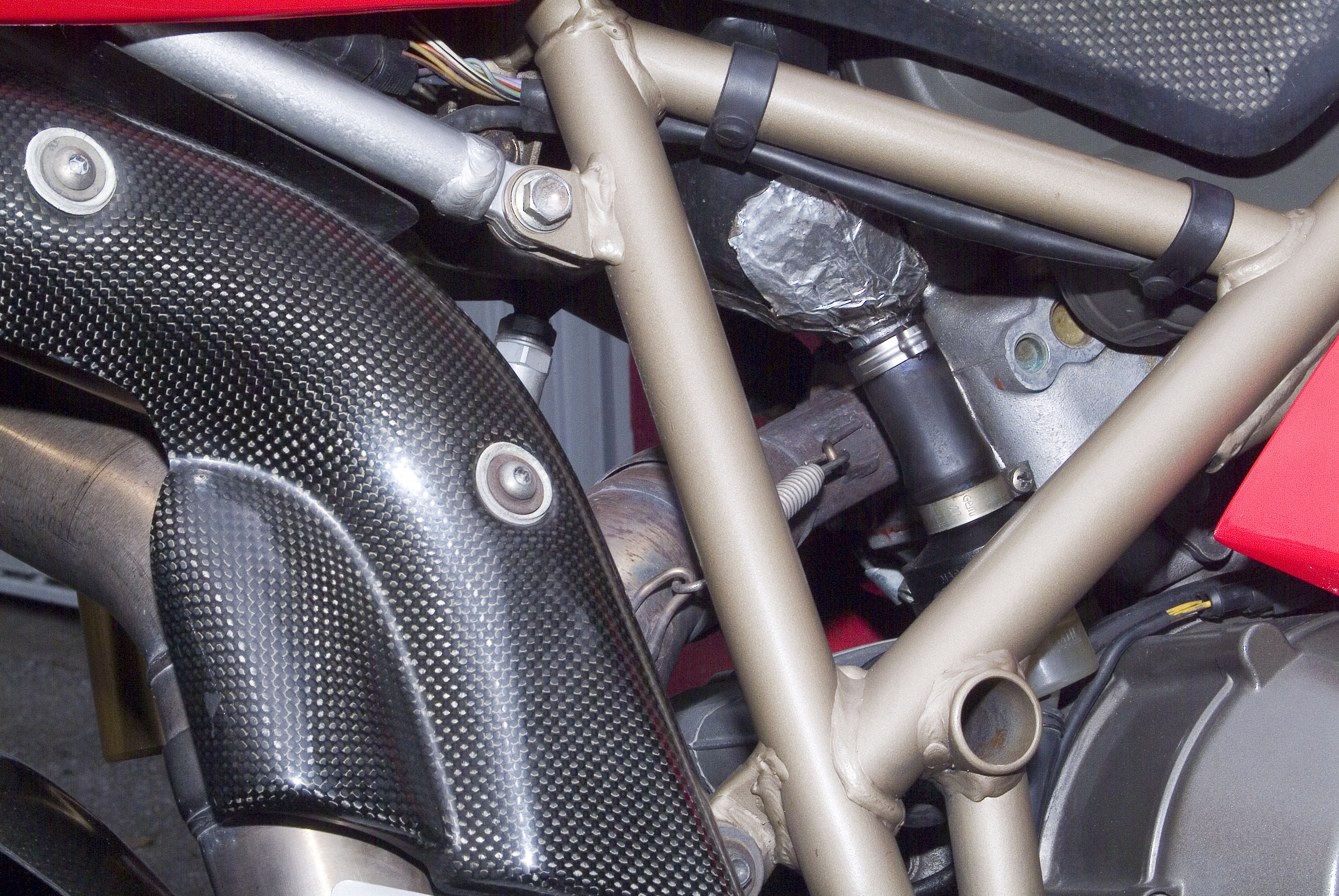
Ducati 916 SPS, 1998, Fersenschützer aus CfK
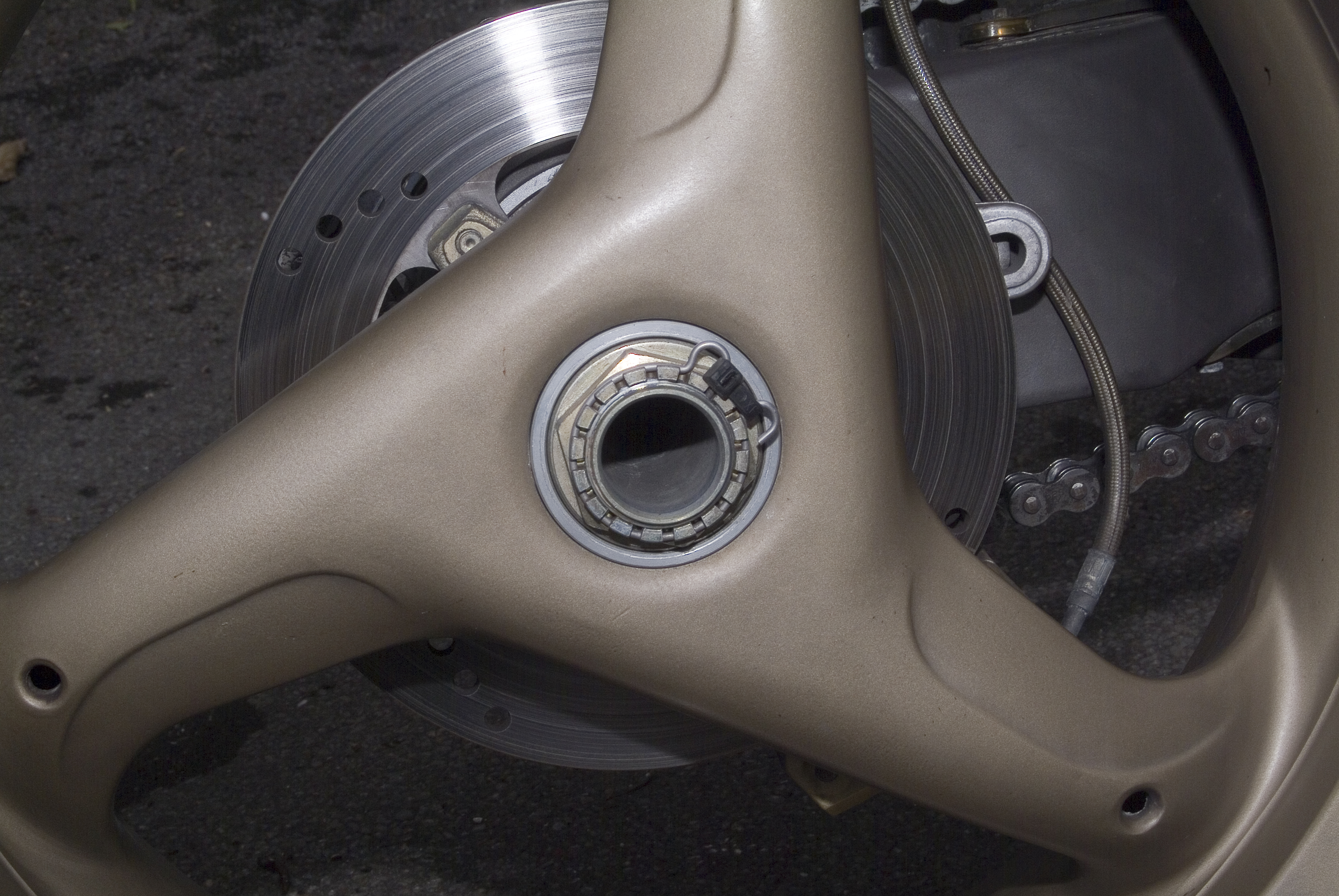
Ducati 916 SPS, 1998, Zentralmutter Hinterrad
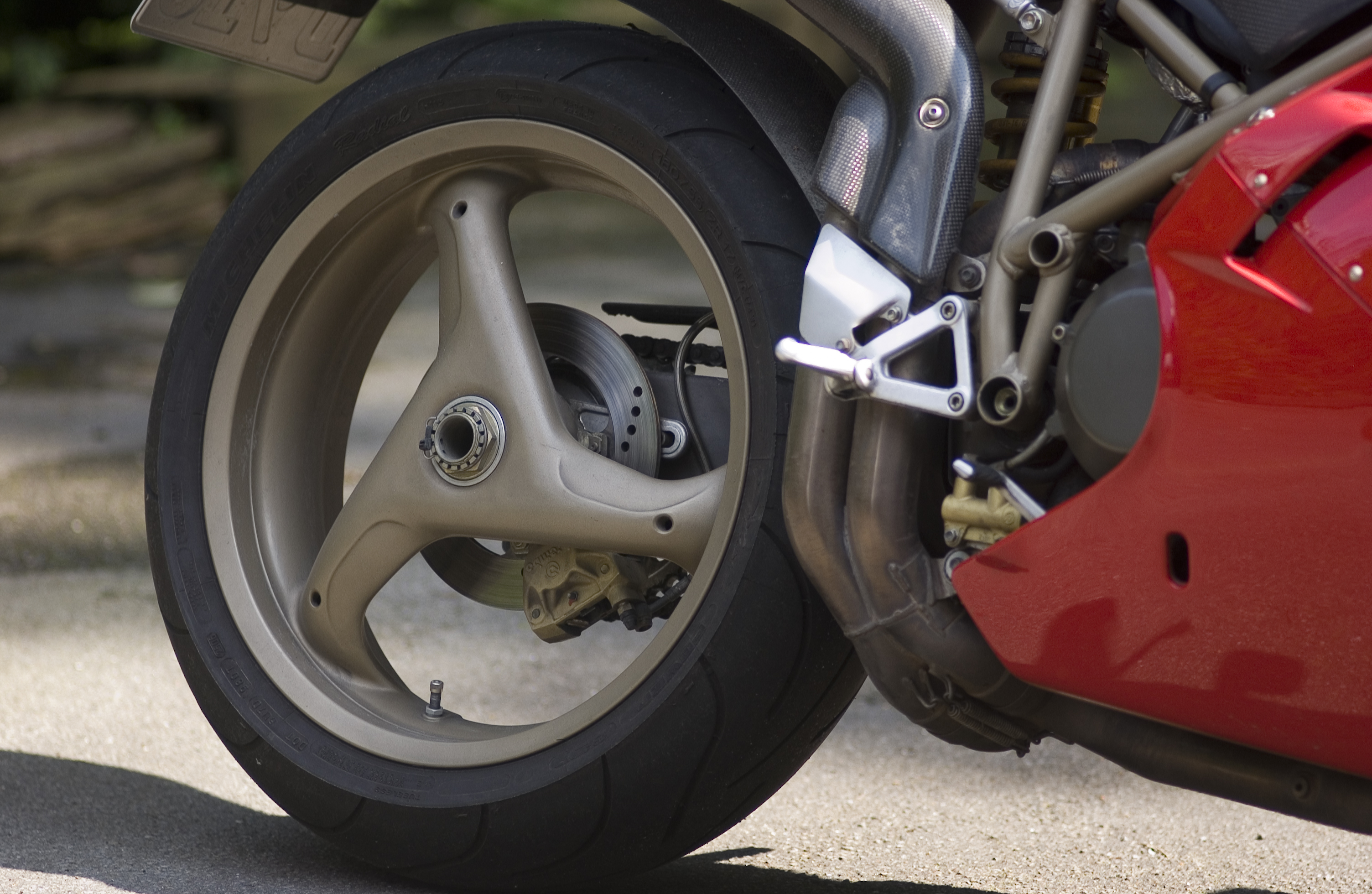
Ducati 916 SPS, 1998, Hinterrad
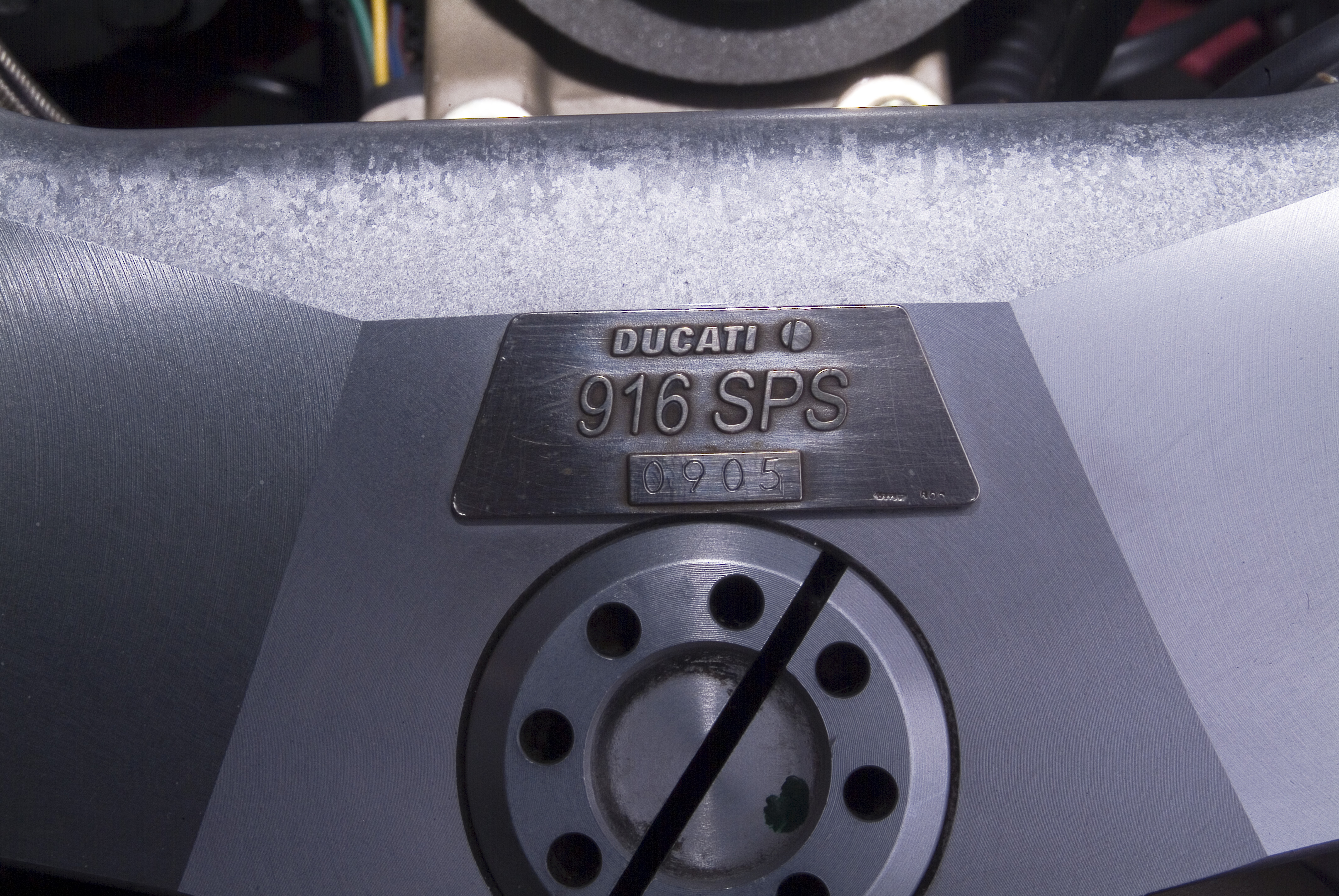
Ducati 916 SPS, 1998, Gabelbrücke